# Château de Coucy
Grad Coucy (francoski Château de Coucy) v Coucy-le-Château-Auffrique so ruševine enega najpomembnejših srednjeveških fevdalnih gradov v Evropi. Grad in mesto Coucy sta v departmaju Aisne (Pikardija) med Laonom in Soissonsom. Mogočna zgradba na hribu je bila med prvo svetovno vojno leta 1917 močno poškodovana s strani nemških vojakov, ki so porušili velik okrogel donžona, ki je bil do takrat z višino 54 metrov najvišji donžon v Franciji.

## Zgodovina
Nastanek sedanjega gradu sega v zgodnje 10. stoletje, ko je okrajni kancler in nadškof Reimsa Herive okoli leta 920 zgradil prvo majhno utrdbo za zaščito svojih fevdov. Leta 1066 je Enguerrand I. de Boves investiral v grad Coucy in začel leta 1079 s širitvijo obrambe. Družina je dobila ime po novem fevdu. Bogati in močni baroni Coucy so se hitro povezali s številnimi porokami z visokimi evropskimi plemiškimi družinami.
Enguerrand III. je leta 1226 celo vložil zahtevek za francoski kraljevski prestol. Aroganco Enguerrandov pa je preprečila previdnost kasnejše regentke Blanke Kastiljske (* 1188 pred 4. marcem v Palenciji; † 27. november 1252 v Parizu).
Kot statusni simbol in znak moči je Enguerrand III. začel leta 1220 z velikansko širitvijo celotnega kompleksa in v ga skoraj 20 letih obdal z obzidjem (izjemno masivna zasnova Port de Laona in 35 stolpi) in glavnim gradom, zlasti pa postavitev najbolj dovršenega donžona francoskega srednjega veka. Ta kolosalen bergfrid je presegel dimenzije glavnih stolpov kraljevskih gradov visoko srednjeveškega Louvra. Na gradbišču je bilo rečeno, da je bilo hkrati zaposlenih 800 kamnosekov.
Grad so leta 1339 zaman oblegali angleški vojaki, moderniziral in razširil pa ga je Enguerrand VII., po materini strani Habsburžan in pripadel po izumrtju baronov leta 1400 kroni.
V naslednjih stoletjih so se fevdalci večkrat zamenjali, oblegali, obnovili in razširili. Leta 1652 so vojaki kardinala Mazarina razstrelili oboke donžona in opustošili grad. Gospodar gradu se ni hotel predati, ni hotel odstopiti svojih podedovanih fevdalnih pravic absolutističnemu kralju.
Kompleks je kasneje delil usodo toliko drugih gradov: bil je zlorabljen kot kamnolom in zapor ter uporabljen kot dom za upokojence. 19. stoletje je končno priznalo visoko arhitekturno in zgodovinsko vrednost tega pomembnega dela srednjeveške vojaške arhitekture. Znan arhitekt in umetnostni zgodovinar Eugène Viollet-le-Duc je leta 1856 začel z obnovo in delnim dokončanjem donžona in zunanjih del.
Med prvo svetovno vojno je grad - čeprav so ga leta 1914 zasedli nemški vojaki - padel leta 1917, usodno, blizu frontne črte. Kljub številnim protestom nemških in tujih zgodovinarjev in celo bavarskega prestolonaslednika Rupprechta se je nemško poveljstvo z vojsko odločilo rušiti donžon v okviru operacije Alberich. 27. marca 1917 je bilo v stolp nameščeno 28 ton dinamita in detonirano. Pred tem pa so podrobno gradnjo in dokumentacijo izdelali znani strokovnjaki.
Znan arhitekt in raziskovalec gradov Bodo Ebhardt je že leta 1915 obiskal objekt med ogledom vojnih območij Belgije in severne Francije v imenu cesarja Viljema II. Ebhardt je delal približno deset dni v gradu in izdelal številne risbe in načrte postavitev. Iz zanj značilnega nacionalističnega pogleda je Ebhardt grad Coucy razlagal kot »primer pravega viteškega, germanskega razvoja moči takratne malovredne nizozemsko-galske prevladujoče frankovske rodbine«. Med njegovim bivanjem ga je presenetljivo cesar obiskal skupaj s kronskim princem.
Skupina za rušenje je tako temeljito opravila svoje delo, da danes samo velik kup ruševin kaže lokacijo monumentalne stavbe. Drugi deli gradu so bili močno poškodovani, zlasti zunanji obroč obzidja z bočnimi stolpi. Vsak od teh zunanjih stolpov je imel prvotno dimenzijo "normalnega" donžona. Sodobne zračne fotografije kažejo, da so bili ti deli namerno razstreljeni.
Po drugi svetovni vojni so bili ostanki gradu zavarovani in delno obnovljeni tako, da jih je danes mogoče obiskati. Nekateri idealisti celo načrtujejo rekonstrukcijo ogromnega stolpa, ki naj bi ostale sanje glede na ogromne stroške.
- Rekonstrukcija gradu
- Tloris gradu pred rušenjem
- Obleganje dvorca Coucy od Ludvika VI. v začetku 12. stoletja (upodobitev iz 14. stoletja).
- Donžon pred prvim rušenjem Mazarinovih enot. Rekonstrukcija Eugène Viollet-le-Duc, 1856.

## Opis
Predgradnja trapeznega jedra je velik, s številnimi močnimi stranskimi stolpi ojačan predgrad. Utrdbe starega mesta Coucy-le-Château sledijo v obliki drugemu zunanjemu obodu. Grad in mesto tvorita sosednji fortifikacijski sistem okrog 14 hektarjev zaprtih zemljišč, približno 60 metrov nad dolino. Dolžina obročne stene je približno 2400 metrov.
Grad kljub rušenju, daje slutiti njegove zgodnje neverjetne gradbene mere. Spodnja nadstropja gradu so še vedno prisotna, od velikega donžona so le ruševine. Okrogli stolp je bil - merjen od jarka - okoli 60 metrov visok, imel stene debele 7 m in premer približno 30 metrov. Do prvega rušenja s strani Mazarinovih enot so bile v stolpu tri velike obokane dvorane druga nad drugo, stopnišča so bila v zunanjih stenah.
Velik donžon je doživel svoje vstajenje pred nekaj leti vsaj v modelu. Društvo Gesellschaft für Internationale Burgenkunde s sedežem v Aachnu je izdelalo osrednji grad za potujočo razstavo v merilu 1:25. Še vedno v modelu je rotunda visoka 2,4 metra. Ta razstava je bila zelo dobro sprejeta, zlasti v Franciji, kot gesta odškodnine.